# Paul Veyne
Paul Marie Eugène Veyne  (* 13. Juni 1930 in Aix-en-Provence; † 29. September 2022 in Bédoin, Département Vaucluse) war ein französischer (Alt-)Historiker, spezialisiert auf die römische Geschichte. Er stand der École de Paris nahe.

## Leben
Paul Veynes Großeltern waren Bauern. Sein Vater arbeitete zunächst als Bankangestellter und dann als Weinhändler. Paul Veyne studierte an der École normale supérieure und war Mitglied der École française de Rome 1955 bis 1957, worauf er in Aix-en-Provence als Professor wirkte. Zur Epistemologie der Geschichte publizierte er 1971 den provokativen Aufsatz Comment on écrit l’histoire. Gegen die vorherrschende quantitative Ausrichtung der französischen Geschichtsschreibung favorisierte er Geschichte als „wahre Erzählung“, womit er die narrativen Aspekte der wissenschaftlichen Geschichte betonte. Seine Monografie Le pain et le cirque (1976) zeigte aber, dass er an den Methoden der Annales-Schule festhielt. Das Buch beschreibt die Praxis des Schenkens (Euergetismus) in der anthropologischen Tradition von Marcel Mauss. Bekannt wurde auch seine römische Alltagsgeschichte (1985) als Auftakt einer umfassenden Geschichte des privaten Lebens, die Philippe Ariès und Georges Duby herausgaben. Darin erzählte er das römische Leben „von der Wiege bis zur Bahre“; Peter Brown sowie Michel Rouche fuhren mit der Spätantike und dem frühen Mittelalter fort.
Ab 1976 lehrte er, gefördert von Raymond Aron, als Professor römische Geschichte am Collège de France. Aron wurde nach Veynes Aussage aber zu einem unerbittlichen Gegner, weil er sich nicht dankbar genug gezeigt habe. Veyne war mit Michel Foucault eng befreundet. Er veröffentlichte 1978 zwei Aufsätze in einem Buch, eine neue Fassung des Aufsatzes von 1970 sowie Foucault révolutionne l’histoire („Foucault revolutioniert die Geschichte“), um Foucaults Wendung zu zeigen, weg von der Erzählung hin zur „Praxis“, wie historische Objekte durch die Wissenschaft „entstehen“. 1999 ging Veyne in Pension. Über Foucault schrieb er 2008 ein Buch.
1972 erhielt er den Preis der Académie française für den besten Essay. 2014 wurde Veyne für seine Autobiographie Et dans l’éternité je ne m’ennuierai pas („Und in der Ewigkeit werde ich mich nicht langweilen“) mit dem Prix Femina Essai ausgezeichnet. Er starb Ende September 2022 im Alter von 92 Jahren.

## Werke

### Werke auf Deutsch
- Geschichtsschreibung. Und was sie nicht ist. Suhrkamp, Frankfurt am Main 1990 (edition suhrkamp NF 1472), ISBN 3-518-11472-7 (frz.: Comment on écrit l’histoire, essai d’épistémologie. Éditions du Seuil, Paris 1971).
- Foucault: Die Revolutionierung der Geschichte. Suhrkamp, Frankfurt am Main 1992 (edition suhrkamp NF 702), ISBN 3-518-11702-5 (frz.: Foucault révolutionne l’histoire. Éditions du Seuil, Paris 1978).
- Brot und Spiele. Gesellschaftliche Macht und politische Herrschaft in der Antike. Campus-Verlag, Frankfurt am Main 1988, ISBN 3-593-33964-1; Taschenbuch dtv, München 1994, ISBN 3-423-04639-2. (frz.: Le pain et le cirque. Sociologie historique d’un pluralisme politique. Coll. Point Histoire, Éditions du Seuil, 1976.)
- Aus der Geschichte. Merve-Verlag, Berlin 1986, ISBN 3-88396-046-2 (Sammlung von Aufsätzen).
- Glaubten die Griechen an ihre Mythen? Suhrkamp, Frankfurt am Main 1987 (edition suhrkamp 1226), ISBN 3-518-11226-0 (frz.: Les Grecs ont-ils cru à leurs mythes ? Essai sur l’imagination constituante. Éditions du Seuil, Paris 1983).
- Die Originalität des Unbekannten. Für eine andere Geschichtsschreibung. Fischer, Frankfurt am Main 1988, ISBN 3-596-27408-7 (frz.: L’Inventaire des différences: leçon inaugurale au Collège de France. Éditions du Seuil, Paris 1976).
- (mit Christian Meier:) Kannten die Griechen die Demokratie? 2 Studien. Wagenbach, Berlin 1988, ISBN 3-8031-5102-3.
- (Hrsg.:) Geschichte des privaten Lebens. Bd. 1. Vom Römischen Imperium zum Byzantinischen Reich. Fischer, Frankfurt am Main 1989, ISBN 3-10-033610-0. (frz.: Histoire de la vie privée. vol. 1: De l’Empire romain à l’an mil. Éditions du Seuil, Paris 1985.)
- Weisheit und Altruismus. Eine Einführung in die Philosophie Senecas. Fischer-Taschenbuch-Verlag, Frankfurt am Main 1993, ISBN 3-596-11473-X.
- Die römische Gesellschaft. Fink, München 1995, ISBN 3-7705-2932-4. (Sammlung von Aufsätzen; frz.: La société romaine. Éditions du Seuil, Paris 1991.)
- Die griechisch-römische Religion – Kult, Frömmigkeit und Moral. Reclam, Stuttgart 2008. ISBN 978-3-15-010621-1. (frz.: Kapitel Culte, piété et morale dans le paganisme gréco-romain in: L’Empire gréco-romain. Édition du Seuil, coll. Des travaux, Paris 2005, p. 419–543.)
- Als unsere Welt christlich wurde (312–394). Aufstieg einer Sekte zur Weltmacht. C. H. Beck, München 2008. ISBN 978-3-406-57064-3. (frz.: Quand notre monde est devenu chrétien (312–394). Éditions Albin Michel, Paris 2007.)
- Foucault. Der Philosoph als Samurai. Reclam, Stuttgart 2009. ISBN 978-3-15-010684-6. (frz.: Foucault. Sa pensée, sa personne. Albin Michel, Paris 2008.)
- Die Kunst der Spätantike. Geschichte eines Stilwandels. Reclam, Stuttgart 2009, ISBN 978-3-15-010664-8. (frz.: Kapitel Pourquoi l’art gréco-romain a-t-il pris fin ? In: L’Empire gréco-romain. Édition du Seuil, coll. Des travaux, Paris 2005, p. 749–865.)
- Palmyra. Requiem für eine Stadt. Mit einer Widmung dieses Buches für den am 18. August von der Terrormiliz ermordeten früheren Chefarchäologen  von Palmyra Khaled al-Asaad,  Beck, München 2016, ISBN 978-3-406-69237-6.
- Das Geheimnis der Fresken. Die Mysterienvilla in Pompeji. Aus dem Französischen übersetzt von Anna Leube und Wolf Heinrich Leube, Wissenschaftliche Buchgesellschaft/Philipp von Zabern, Darmstadt 2018, ISBN 9783805351768.

### Werke auf Französisch
- L’élégie érotique romaine: l’amour, la poésie et l’Occident. Éditions du Seuil, Paris 1983.
- René Char en ses poèmes, Paris, Gallimard, « NRF essais », 1990. ISBN 2-07-071974-X; Taschenbuchausgabe in der Sammlung « Tel », 1995. ISBN 2-07-074102-8.
- (Hrsg.:) Sénèque, Entretiens; Lettres à Lucilius. Éditions Robert Laffont, Paris 1993.
- Le quotidien et l’intéressant. Entretiens avec Catherine Darbo-Peschanski. Hachette, Paris 1997.
- (mit François Lissarrague und Françoise Frontisi-Ducroux) Les mystères du gynécée. Gallimard, Paris 1998.
- Sexe et pouvoir à Rome. Tallandier, Paris 2005 (Sammlung von Aufsätzen).
- L’empire gréco-romain. Le Seuil, Paris 2005.
- Michel Foucault. Sa pensée, sa personne. Paris, Albin Michel, Sciences humaines, 2008. ISBN 2-226-17914-3.

#### Autobiographie
- Et dans l’éternité je ne m’ennuierai pas. Souvenirs. Albin Michel, Paris 2015.